# بيرغر أندرياسن
بيرغر أندرياسن (بالنرويجية البوكمول: Birger Andreassen)‏ هو دراج نرويجي، ولد في 31 ديسمبر 1891 في أوسلو في النرويج، وتوفي في 25 مارس 1961.

## وصلات خارجية
- بيرغر أندرياسن على موقع أرشيف الدراجات (الإنجليزية)
- بيرغر أندرياسن على موقع إحصائيات الدراجات الإحترافية (الإنجليزية)
- بيرغر أندرياسن على موقع أوليمبيديا (الإنجليزية)